# Baron Noir
Baron Noir ist eine französische Politserie vom ehemaligen politischen Berater Eric Benzekri und dem erfahrenen Serienautor Jean-Baptiste Delafon, die im Auftrag von Canal+ seit 2015 von Kwaï produziert wurde. In Deutschland ist die Serie im Pay-TV (Sony Channel) und ausgewählten Online-Videotheken (Amazon, iTunes, Google Play, Videoload und Maxdome) empfangbar.
Kritiker bezeichnen die Serie als „die beste französische Politserie, die jemals produziert wurde“, in Augenhöhe mit Serien wie House of Cards und Die Sopranos.
Die Produktion der 2. Staffel erfolgte zum Zeitpunkt der französischen Präsidentschaftswahl 2017.
In der dritten und letzten Staffel wurde auch die Gelbwestenbewegung thematisiert, in Form des Meinungsmachers Christophe Mercier, der in den sozialen Medien für seine Anti-System-Positionen gefeiert wird.

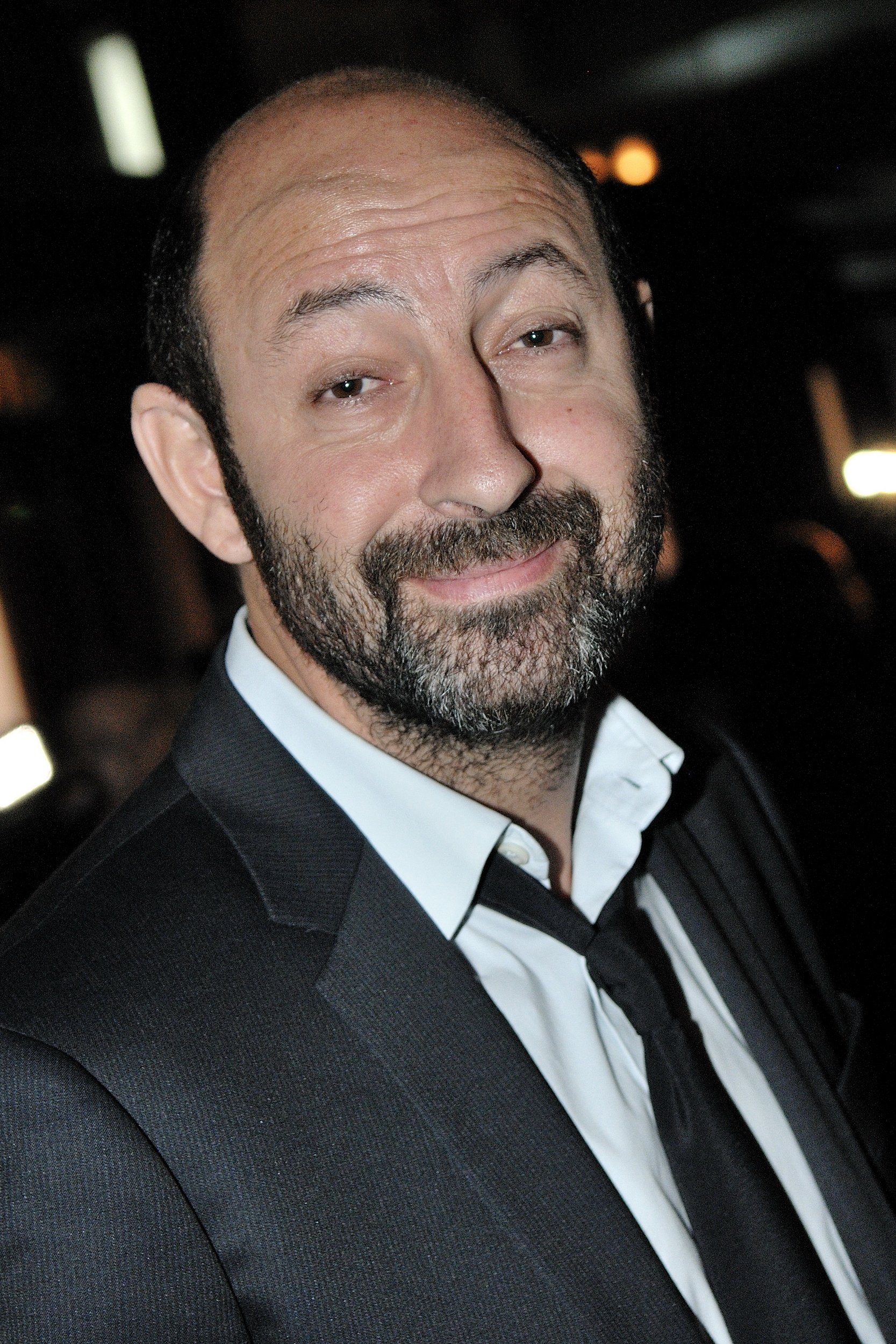
Kad Merad spielt den skrupellosen Politiker Philippe Rickwaert

## Handlung
Philippe Rickwaert, Parlamentarier und Bürgermeister der nordfranzösischen Stadt Dünkirchen, macht Wahlkampf für seinen langjährigen, politischen Weggefährten Francis Laugier, Präsidentschaftskandidat der PS. Als ein Parteiskandal wegen schmutziger Finanzdeals droht, lässt Laugier seinen Ziehsohn jedoch eiskalt fallen, um seinen eigenen Ruf zu retten. Rickwaert scheint vernichtet, seine politische Karriere liegt vermeintlich in Scherben. Doch Schritt für Schritt kämpft er sich wieder hoch und ist fortan davon besessen, sich an Laugier zu rächen. In diesem Rachekosmos unrettbar gefangen, schmiedet Rickwaert die perfidesten Plots, schließt scheinbar absurde Allianzen und ersinnt gefährliche Täuschungsmanöver. So versucht er Laugiers enge Beraterin Amélie Dorendeu auf seine Seite zu ziehen, schreckt nicht vor Kontakten mit Kriminellen zurück – und ist immer gleichzeitig Jäger und Gejagter, denn seine inneren Dämonen lassen ihn nicht los.

## Besetzung und Synchronisation
Die deutsche Synchronisation entstand unter dem Dialogbuch von Joachim Kunzendorf sowie unter der Dialogregie von Cornelia Steiner durch die Synchronfirma Antares Film GmbH in Berlin.
| Rollenname         | Schauspieler/in  | Staffel | Synchronsprecher/in  |
| ------------------ | ---------------- | ------- | -------------------- |
| Philippe Rickwaert | Kad Merad        | 1–3     | Michael Lott         |
| Amélie Dorendeu    | Anna Mouglalis   | 1–3     | Bettina Weiß         |
| Francis Laugier    | Niels Arestrup   | 1       | Bodo Wolf            |
| Véronique Bosso    | Astrid Whettnall | 1–3     | Anke Reitzenstein    |
| Cyril Balsan       | Hugo Becker      | 1–3     | Tim Knauer           |
| Salomé Rickwaert   | Lubna Gourion    | 1–3     | Fridoline Domanowski |
| Martin Borde       | Scali Delpeyrat  | 1–3     | Uwe Büschken         |
| Laurent Mirmont    | Eric Caruso      | 1–3     | Viktor Neumann       |
| Francois Boudard   | Alain Bouzigues  | 1–3     | Bernd Vollbrecht     |
| Alison             | Maryne Bertieaux | 1       | Lina Rabea Mohr      |

Außerdem spielte eine Reihe französischer Journalisten in ihrer eigenen Rolle in der Serie mit: Michaël Darmon, Jean-Pierre Elkabbach, Arnaud Leparmentier, Rebecca Fitoussi, Antoine Genton, Wendy Bouchard, Alice Rougerie, Audrey Pulvar (Staffel 1); Anne-Sophie Lapix, Patrick Cohen, Lionel Top, Nicolas Demorand, Léa Salamé (Staffel 2); Anne-Sophie Lapix, Edwy Plenel, Karine Le Marchand, Laurent Delahousse, Laurence Ferrari, Ruth Elkrief, Nathalie Saint-Cricq, Jean-Rémi Baudot und Raphaële Schapira (Staffel 3).

## Episodenliste

### Staffel 1 (2016)
| Nr. (ges.) | Nr. (St.) | Deutscher Titel        | Originaltitel | Erstausstrahlung Frankreich | Deutschsprachige Erstausstrahlung (D) |
| ---------- | --------- | ---------------------- | ------------- | --------------------------- | ------------------------------------- |
| 1          | 1         | Jupiter                | Jupiter       | 8. Feb. 2016                | 6. Apr. 2017                          |
| 2          | 2         | Machtspiele            | 1932          | 8. Feb. 2016                | 13. Apr. 2017                         |
| 3          | 3         | Rickwaerts Trumpfkarte | Solférino     | 15. Feb. 2016               | 20. Apr. 2017                         |
| 4          | 4         | Der Bildungsplan       | Bleu          | 15. Feb. 2016               | 27. Apr. 2017                         |
| 5          | 5         | Schülerrevolte         | Grenelle      | 22. Feb. 2016               | 4. Mai 2017                           |
| 6          | 6         | Europa                 | Shutdown      | 22. Feb. 2016               | 11. Mai 2017                          |
| 7          | 7         | Pianoforte             | Pianoforte    | 29. Feb. 2016               | 18. Mai 2017                          |
| 8          | 8         | Ende und Neubeginn     | Pardon        | 29. Feb. 2016               | 25. Mai 2017                          |

### Staffel 2 (2018)
| Nr. (ges.) | Nr. (St.) | Deutscher Titel     | Originaltitel | Erstausstrahlung Frankreich | Deutschsprachige Erstausstrahlung (D) |
| ---------- | --------- | ------------------- | ------------- | --------------------------- | ------------------------------------- |
| 9          | 1         | Die Kandidatin      | Twins         | 22. Jan. 2018               | 20. Sep. 2018                         |
| 10         | 2         | Club der Dichter    | Tourniquet    | 22. Jan. 2018               | 27. Sep. 2018                         |
| 11         | 3         | Der Unbeugsame      | Haram         | 29. Jan. 2018               | 4. Okt. 2018                          |
| 12         | 4         | Nähe und Distanz    | Conversion    | 29. Jan. 2018               | 11. Okt. 2018                         |
| 13         | 5         | Adieu, alter Feind  | Chouquette    | 5. Feb. 2018                | 18. Okt. 2018                         |
| 14         | 6         | Der Prozess         | Remontada     | 5. Feb. 2018                | 25. Okt. 2018                         |
| 15         | 7         | Eine neue Ära       | Diprotodon    | 12. Feb. 2018               | 3. Nov. 2018                          |
| 16         | 8         | Kinder der Republik | Sorpasso      | 12. Feb. 2018               | 10. Nov. 2018                         |

### Staffel 3 (2020)
| Nr. (ges.) | Nr. (St.) | Deutscher Titel     | Originaltitel | Erstausstrahlung Frankreich | Deutschsprachige Erstausstrahlung (D) |
| ---------- | --------- | ------------------- | ------------- | --------------------------- | ------------------------------------- |
| 17         | 1         | Neuanfang           | Check up      | 10. Feb. 2020               | 8. Jan. 2021                          |
| 18         | 2         | Diaspora            | Diaspora      | 10. Feb. 2020               | 8. Jan. 2021                          |
| 19         | 3         | #metoo              | #MeToo        | 17. Feb. 2020               | 14. Jan. 2021                         |
| 20         | 4         | Inventur            | Inventaire    | 17. Feb. 2020               | 21. Jan. 2021                         |
| 21         | 5         | Spiel über Bande    | Satanas       | 24. Feb. 2020               | 28. Jan. 2021                         |
| 22         | 6         | Ja                  | Oui           | 24. Feb. 2020               | 4. Feb. 2021                          |
| 23         | 7         | Tod dem König!      | Brüder        | 2. März 2020                | 11. Feb. 2021                         |
| 24         | 8         | So sehen Sieger aus | Ahou !        | 2. März 2020                | 18. Feb. 2021                         |

## Produktion

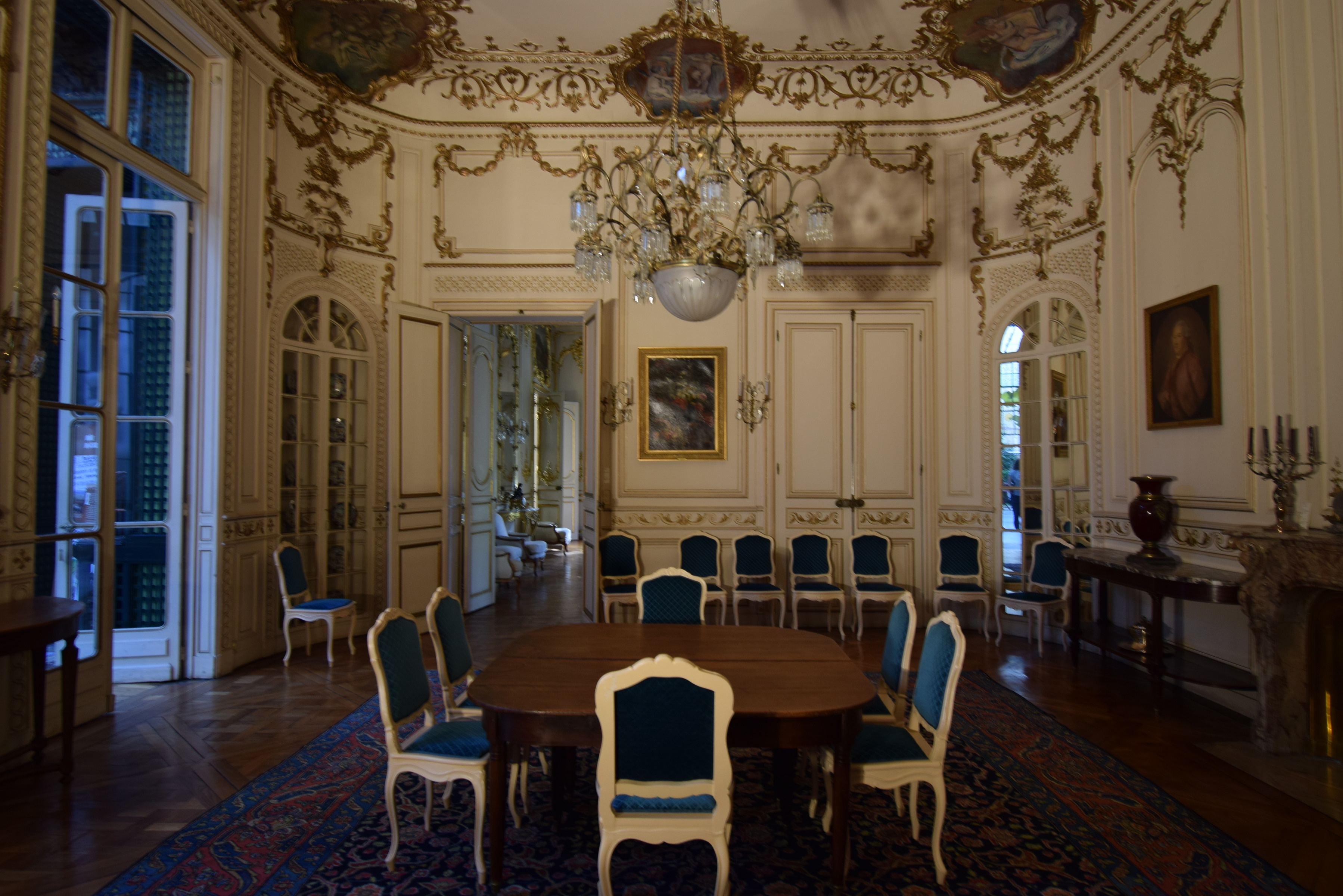
Speisesaal im Hôtel de Nesmond in Bordeaux

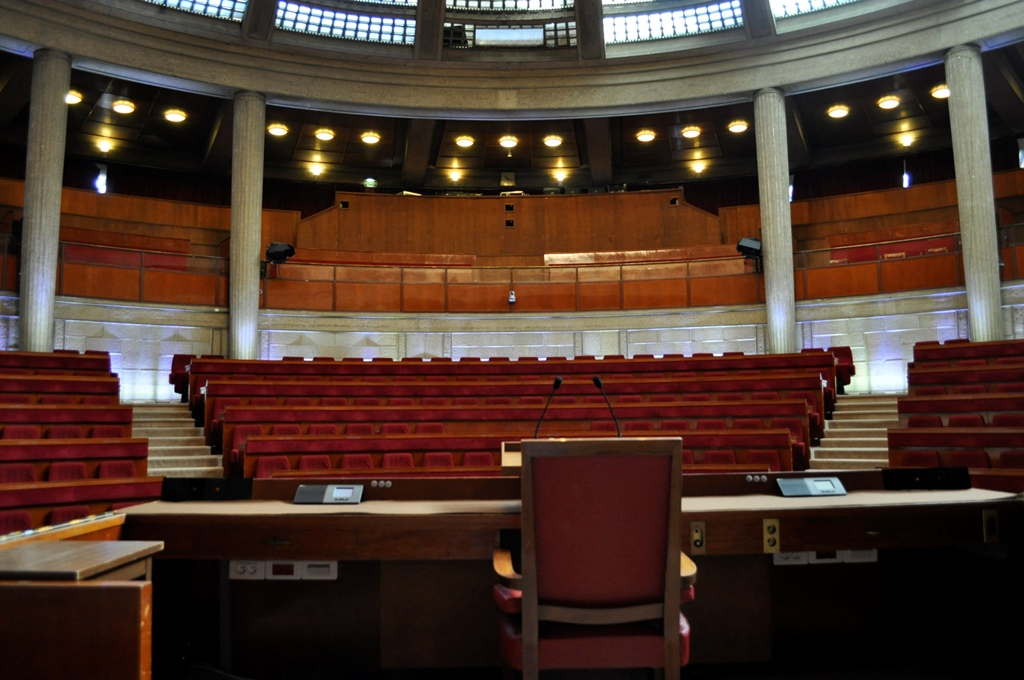
Auditorium im Palais d'Iéna, Paris, (als Saal der Nationalversammlung)

Die Vorbereitungen des Drehbuchs für die erste Staffel erstreckten sich über vier Jahre, die Dreharbeiten selbst über 96 Tage und die Postproduktion der Staffel dauerte neun Monate.

### Drehorte
Drehorte der Serie waren Dünkirchen, Paris, Versailles und Bordeaux. Die Szenen im Élysée in der ersten Staffel wurden im August 2016 in Abwesenheit von Emmanuel Macron gedreht.
In der zweiten Staffel wurden die Szenen, die im Élysée spielen, in der Residenz des Präfekten des westfranzösischen Departements Gironde, dem Hôtel Nesmond in Bordeaux gedreht. Da die zweite Staffel während und unmittelbar nach den Präsidentschafts- und Parlamentswahlen 2017 in Frankreich gedreht werden sollte, und es Bedenken gab, ob es wieder eine Drehgenehmigung für das Élysée geben würde, suchte das Team um Produzent Thomas Bourguignon nach einem passenden Ersatzort. Die Dreharbeiten fanden in den Repräsentationsräumen im Untergeschoss der Villa statt, während das obere Geschoss von dem Präfekten bewohnt wurde.
In Staffel 3 drehte das Team die Élysée-Szenen in Räumen der Préfecture du Nord in Dünkirchen.

### Drehbuch
Das Drehbuch schrieb Eric Benzekri zusammen mit Jean Baptiste Delafon. Die beiden Autoren hatten sich 2007 bei einem von Canal+ geplanten, aber nicht realisierten Filmprojekt – La Présidentielle –  kennengelernt und seit der TV-Serie Maison Close  mehrmals zusammengearbeitet.
Benzekri, der seit seiner Schulzeit politisch aktiv war, und der sich bei den Schülerprotesten 1990 engagiert hatte, war nach der Studienzeit den Gauches Socialistes beigetreten und übte zwischen 2000 und 2002 verschiedenen Funktionen – u. a. als Redenschreiber – in den Kabinetten Jean-Luc Mélenchon und Julien Dray aus.
2002 gab er die aktive Politik auf, schrieb einen Roman und arbeitete als Drehbuchautor.
An fünf Folgen war der Regisseur und Drehbuchautor Raphaël Chevènement beteiligt. Chevènements Vater Jean-Pierre Chevènement war ein französischer Politiker, Mitglied des Parti socialiste, des Mouvement des citoyens und des Mouvement républicain et citoyen, mehrfacher Minister, Präsidentschaftskandidat sowie Bürgermeister von Belfort. Ein weiterer Mitarbeiter war Olivier Demangel, der für mehrere Filme mit politischer oder sozialkritischer Tendenz Drehbücher verfasst hat.
Bei fünf Folgen war auch Thomas Finkielkraut (* 1993), ein Sohn des umstrittenen Philosophen und Kulturkritikers Alain Finkielkraut, der u. a. in die öffentliche Debatte um die Gilets Jaunes-Bewegung involviert war, als Drehbuchautor beteiligt.

### Regie
Für den französisch-libanesischen Regisseur Ziad Doueiri war Baron Noir das Debüt als Fernsehregisseur. Antoine Chevrollier, ein erfahrener Serienregisseur, der bereits eine Reihe von Nominierungen für internationale Filmpreise bekommen hat, drehte die folgenden acht Episoden (2018 bis 2020). Für den Coproduzenten Thomas Bourguignon, Regisseur der letzten vier Episoden (2020) der Serie, war Baron Noir erst die zweite Regiearbeit.

## Veröffentlichung
Frankreich
Die Erstausstrahlung der 1. Staffel erfolgte vom 8. bis 29. Februar 2016, der 2. Staffel vom 22. Januar bis 12. Februar 2018 und der 3. Staffel vom 10. Februar bis 2. März 2020, jeweils auf Canal+
Deutschland
Die deutschsprachige Erstausstrahlung der 1. Staffel fand vom 6. April bis 25. Mai 2017, der 2. Staffel vom 20. September bis 10. November 2018 und die der 3. Staffel vom 8. Januar 2021 bis 18. Februar 2021 statt, jeweils auf dem Pay-TV-Sender Sony Channel.
2016 produzierte Studiocanal die erste Staffel der Serie mit 3 DVDs in deutscher und französischer Sprache, sowie mit Making-of-Bonusmaterial, das u. a. Kommentare der beiden männlichen Protagonisten zu ihrer Rolle enthält. 2018 erschien die zweite Staffel mit 3 DVDs in deutscher und französischer Sprache.